# العلاقات الآسيوية الكندية
العلاقات الآسيوية الكندية هي العلاقات بين كندا والدول الآسيوية. التي تشتمل على العلاقات الثنائية بين كندا والدول الآسيوية الفردية والعلاقات متعددة الاطراف بواسطة مجموعات التعاون الاقتصادي لدول أسيا والمحيط الهادئ.

## العلاقات التاريخية
تنبثق علاقات كندا مع آسيا عن ماضيها الاستعماري، لا سيما مع الدول الأعضاء في الأمم البريطاني. هذا لأنه حتى عند إعلان بلفور لعام 1926 كانت الشؤون الخارجية الكندية تتولى بشكل أساسي من قبل بريطانيا. تشترك كندا أيضًا في ماضيها الاستعماري مع الدول الآسيوية التي كانت خاضعة سابقًا للحكم الفرنسي، الهند الصينية وهي فيتنام ولاوس وكمبوديا. قبل إقامة العلاقات الثنائية بين آسيا وكندا، وصل آلاف المهاجرين الصينيين واليابانيين إلى كندا طوال القرن التاسع عشر.
بدأت المشاركة المباشرة مع آسيا في عام 1919 بتشكيل عصبة الأمم. كانت كندا واحدة من الأعضاء المؤسسين، والتي تضمنت أيضًا الدول الآسيوية في الصين واليابان وتايلاند، والمعروفة آنذاك باسم سيام. حظر قانون الهجرة الصينية لعام 1923 جميع المهاجرين من الصين، باستثناء أولئك الذين يحملون لقب دبلوماسي أوالتجار أو الطلاب الأجانب. في ما بعد تم إلغاء القانون في عام 1947. وفي عام 1929 ، فتحت كندا في طوكيو.
كان التفاعل الهام مع آسيا بموجب تورط الكندي في قتال اليابانيين في الحرب العالمية الثانية. خلال الحرب، تم وضع غالبية الكنديين اليابانيين في معسكرات الاعتقال بموجب قانون تدابير الحرب. و شاركت كندا أيضًا في الحرب الكورية.
تم تأسيس العلاقات الدبلوماسية الثنائية مع الصين في عام 1971 ، عندما تبادلت البلدان السفراء. تبع ذلك زيارة قام بها رئيس الوزراء الكندي بيير ترودو إلى الصين عام 1973. واليوم يشكل الكنديون الاسيويون حوالي 11.73% من إجمالي سكان كندا .

## العلاقات السياسية
تختلف علاقات كندا مع آسيا اختلافًا كبيرًا بين الدول. على سبيل المثال، اتخذت كندا عددًا من التدابير السياسية والاقتصادية ضد بورما، التي تعتقد أن سياسات الحكومة العسكرية تنتهك حقوق الإنسان. يتناقض هذا مع العلاقات الأكثر ودية مع دول كوريا الجنوبية، والتي قللت معها كندا سياسات التأشيرة، التعليم والتجارة.
كندا هي واحدة من 41 دولة تشارك في مهمة القوة الدولية للمساعدة الأمنية (ISAF) في أفغانستان، حيث تشارك كندا في جهود الأمن وإعادة الإعمار منذ عام 2002. تقدم كندا المساعدات إلى العديد من الدول الآسيوية، مع التركيزبشكل أدق على أفغانستان وباكستان وفيتنام وإندونيسيا وبنغلاديش.

## المنظمات الحكومية الدولية
تشكل كندا عضو في منتدى التعاون الاقتصادي لآسيا والمحيط الهادئ، وهو منتدى حكومي دولي يرتكز على تعزيز التجارة الحرة، الاستثمار، النمو الاقتصادي والتنمية والتعاون في منطقة آسيا والمحيط الهادئ.
تحتفظ كندا بعلاقاتٍ وثيقة مع رابطة دول جنوب شرق آسيا من خلال خطة عمل التعاون المشترك الموقعة بين طرفيها .كندا وفيتنام وكمبوديا، ولاوس جميعها أعضاء في المنظمة الدولية للفرانكفونية.

## العلاقات الاقتصادية
حصة سوق آلاسيوي (نسبة الواردات الكندية) في كندا تمثل 19.2 ٪. و9.83 ٪ من إجمالي الواردات الكندية تأتي من الصين و 3.53 ٪ تأتي من اليابان. تبلغ حصة كندا من السوق في آسيا 0.96٪ فقط، مما يخلق عجزًا تجاريًا. نظرًا لقربها من آسيا عبر المحيط الهادئ، تعد فانكوفر الميناء الرئيسي لتجارة كندا مع آسيا. وقد دفعت إلى مبادرة بوابة آسيا والمحيط الهادئ وممر الحكومة الكندية
تتفاوض كندا حاليًا على اتفاقيات التجارة الحرة مع كوريا الجنوبية وسنغافورة وتشارك في مناقشات حول اتفاقية شراكة اقتصادية شاملة مع الهند. كما أن لديها العديد من اتفاقيات حماية وتشجيع الاستثمار الأجنبي مع الدول الآسيوية.
وفقًا لاستطلاع «تشاينا غلوب غلوبال» الذي أجرته مؤسسة آسيا والمحيط الهادئ في كندا، تستعد كندا لقبول حصة أكبر من الاستثمارات الصينية، حيث ينظر المستثمرون الصينيون إلى كندا على أنها واحدة من أكثر المواقف انفتاحًا على وجودهم.

## العلاقات الآسيوية الكندية حسب الدول
- العلاقات بين افغانستنا و كندا
- العلاقات بين أذربيجان وكندا
- العلاقات الصينية الكندية
- العلاقات الهندية الكندية
- العلاقات الإسرائيلية الكندية
- العلاقات اليابانية الكندية
- العلاقات الكازاخستانية الكندية
- العلاقات الكندية اللبنانية
- العلاقات الكندية الماليزية
- العلاقات الكندية المنغولية
- العلاقات الباكستانية الكندية
- العلاقات الروسية الكندية
- العلاقات السعودية الكندية
- العلاقات السنغافورية الكندية
- العلاقات الكندية الكورية الجنوبية
- العلاقات التركية الكندية
- العلاقات الإماراتية الكندية

## روابط خارجية
- Department of Foreign Affairs and International Trade Canada - Asia Pacific Region
- The Asia Pacific Foundation of Canada